# ژورا گالستیان
ژورا سارگسی گالستیان (ارمنی: Ժորա Սարգսի Գալստյան؛ زادهٔ ۲۰ مهٔ ۱۹۵۰) یک سیاستمدار اهل ارمنستان است که از تاریخ ۱۹۹۹ تا تاریخ ۲۰۰۳ سمت نمایندگی دوره دوم مجلس ملی جمهوری ارمنستان را برعهده داشت.

## زندگی‌نامه
در ۲۰ مهٔ ۱۹۵۰ ‏ در روستای ماسیس به دنیا آمد و از انستیتو دام‌پروری و دام‌پزشکی ایروان فارغ‌التحصیل شد. 